# 格蘭比 (麻薩諸塞州普查規定居民點)
格蘭比（英語：Granby）是位於美國麻薩諸塞州漢普夏縣的一個普查規定居民點。

## 人口
根據2020年美國人口普查的數據，格蘭比的面積為9.01平方千米，當中陸地面積為9.00平方千米，而水域面積為0.01平方千米。當地共有人口1306人，而人口密度為每平方千米144.95人。